# Clara Schumann
Clara Wieck (Leipzig, 1819-Frankfurt del Main, 1896) va ser compositora, professora de música i una de les principals pianistes del romanticisme.

## Biografia
Pianista i compositora alemanya, fou abocada a l'estudi d'aquest instrument des d'una edat molt primerenca. Quan només tenia nou anys, feu la seva primera aparició com a pianista a la Gewandhaus. Dos anys després, F. Wieck organitzà la seva primera gira de concerts, que la menà fins a París. Fou aclamada arreu com a nena prodigi, i les cròniques parlen de la seva tècnica admirable. En aquesta època començà a compondre, el seu pare, Friedrich Wieck, fou un destacat professor de piano i pedagog musical, i era germana de la també reconeguda cantant Marie Wieck (1832-1916).
El 1838, fou convidada a tocar a la cort de Viena. Entre els alumnes del seu pare hi havia Robert Schumann, el qual, sentint per la jove Clara una passió irrefrenable, el 1837 li demanà casar-s'hi, però topà amb la forta oposició paterna. Després d'uns episodis turbulents, acabaren contraient matrimoni el 1840. Com a compositora, Clara Wieck posseïa una inspiració de gran originalitat. La major part de les seves obres daten d'abans que complís divuit anys. Arran del seu matrimoni amb Schumann, hagué d'abandonar molt la dedicació a la composició; amb tot, malgrat tenir vuit fills, continuà component música de cambra i lied, i alhora impartí alguna classe. Va acompanyar el seu marit en diverses gires que van servir per a estendre la seva fama -i la de Robert Schumann- fora de les fronteres d'Alemanya. La seva vàlua com a intèrpret, la va adquirir tocant les obres de Bach, Mozart, Beethoven i contemporanis com el seu marit.
La traça melòdica d'obres com l'Scherzo en re m, opus 10 és remarcable. Cal destacar també el seu Concert per a piano i orquestra (1836). El seu llenguatge era molt proper al lirisme de F. Chopin. Un altre cas en què es mostra la vàlua de les seves composicions són les Soirées musicales, opus 6, de les quals Schumann emprà alguns dels temes en les Noveletten.
El 1853 conegué Johannes Brahms, que es mantingué sempre molt proper a Clara. Aquell mateix any, ella va conèixer el violinista Joseph Joachim, que des d'aquell moment la va acompanyar sovint en els seus concerts. Robert Schumann va morir només tres anys després. A partir de llavors, Clara va accentuar la seva amistat amb Brahms, de qui va acabar sent la principal consellera i inspiradora. No obstant això, no va perdre la passió per la música de Robert, que va seguir representant el nucli principal dels seus concerts. Amb aquest programa, va viatjar a Londres repetidament des de 1865, després d'una visita poc reeixida el 1856. En aquestes visites a Londres, el pianista anglès Franklin Taylor aprofità cada visita per a acabar de polir el seu estil sota el guiatge de Clara. El 1878, va ser nomenada professora de piano al Conservatori Superior de Música de Frankfurt, on va impartir classes fins al 1892, i on va tenir alumnes com l'hongaresa Ilona Eibenschütz, o el portuguès Oscar da Silva. A més d'alumna, també va mantenir una bona amistat amb la pianista anglesa Fanny Davies.
Fou una persona influent en el món germànic, malgrat els costums del seu temps, que no afavorien el perfil d'una dona compositora.

Clara va tenir una formació musical privilegiada, fet que, juntament amb la seva comprensió musical i habilitat, li van permetre abordar reeixidament la composició durant la seva joventut. Malgrat tot, ja el 1839, va escriure al seu diari:
Alguna vegada he cregut que tenia talent creatiu, però he renunciat a aquesta idea; una dona no ha de compondre. Cap no ha sigut capaç de fer-ho; així doncs, per què podria esperar-ho jo?

## Clara i Robert
Robert Schumann va arribar a estudiar amb Fiedrich Wieck quan Clara tenia 11 anys. Robert tenia nou anys més que ella i aleshores era un personatge desconegut amb inclinacions literàries; s'iniciava en la composició i volia seguir la carrera de concertista. Es va quedar a viure a casa del seu mestre, cosa relativament freqüent en l'època. En aquell moment, Clara ja era musicalment bastant madura, per les experiències que havia tingut en la seva vida de concertista professional; així que entre Robert i Clara es va forjar aviat una càlida amistat malgrat la diferència d'edats. L'amistat es va transformar en amor i el 1837 van demanar permís al pare de Clara per casar-se, perquè ella era menor d'edat i havia d'esperar a complir 21 anys o comptar amb el consentiment dels pares. Però Friedrich Wieck s'hi va oposar, argumentant que Robert era una persona inestable.
Clara Wieck i Robert Schumann es van casar un dia abans que ella complís els 21 anys, fet que va causar una batalla legal que s'hauria pogut evitar si haguessin esperat un dia més. Friedrich Wieck no va dubtar mai del geni de Schumann (com ho testifica en la correspondència amb Clara), però no desitjava veure la seva filla amb un compositor sense reputació, sense ingressos estables i que ja havia donat proves d'una certa inestabilitat nerviosa. Wieck creia que Robert no podia donar-li una vida digna i feliç a Clara. Aleshores, va començar una dura batalla legal que va fracturar la relació entre pare i filla. Friedrich Wieck no va poder contenir el seu orgull; va impugnar la decisió del tribunal, però sense èxit.
En aquella època, el més comú era que els compositors toquessin les seves pròpies obres, com Liszt i Chopin. Però Robert Schumann es va fer mal en una mà (en intentar utilitzar un invent propi amb el qual pensava que milloraria l'art de tocar el piano) i va haver d'oblidar les seves esperances de convertir-se en pianista virtuós, així que es va dedicar a escriure música i a la crítica musical. Clara, des de molt jove, va començar a tocar en públic les obres de Robert.
Les obres d'ell estan plenes de significats extramusicals, en què Clara apareix constantment. Una gran part d'aquestes van ser dedicades a ella. Clara i Robert s'estimaven profundament. Van compartir moltes coses de la seva vida i de la seva música, que era per a tots dos part fonamental de la seva existència. Des del dia de la seva boda van portar un diari conjunt. Una mica més tard, la parella va escriure un conjunt de cançons, que Robert va publicar d'amagat per regalar-li en el seu primer aniversari de casament. Així, de les 12 cançons de l'opus 37 de Robert Schumann, tres lieder són de Clara (Er ist gekommen, Iiebst du um Schönheit i Warum willst du and're fragen).

## Professora de piano
També es dedicà a l'ensenyament del piano, ja que l'any 1871 apareix a Lichtenthal, prop de Baden-Baden, com a alumna seva, la pianista londinenca Florence May i l'estatunidenc Edward Baxter Perry.

## Obres
- Quatre Poloneses per a piano, op. 1 (1829/30)
- Capricis en forma de vals per a piano, op. 2 (1831/32)
- Romance varié per a piano, op. 3
- Valsos romàntics per a piano, op. 4 (1835)
- Quatre Peces característiques, op. 5 (1833?, 1835/36)
- Soirées Musicales, op. 6 (1834–36)
- 1r Concert per a piano, amb orquestra, op. 7 (1833–35)
- Variacions de Concert per a piano sobre la Cavatine del Pirata de Bellini, op. 8
- Souvenir de Vienne, impromptu per a piano, op. 9 (1838)
- Scherzo per a piano, op. 10
- 3 Romances per a piano, op. 11 (1838/39)
- 6 Lieder mit Begleitung des Pianoforte, op. 13
- 2n Scherzo per a piano, op. 14 (1841)
- 4 Peces fugitives per a piano, op. 15 (1840–44?)
- 3 Preludis i fugues per a piano, op. 16
- Trio g per a piano, violí i violoncel, op. 17 (1846)
- (op. 18 u. op. 19)
- Variacions sobre un tema de Robert Schumann per a piano, op. 20 (1853)
- 3 Romances per a piano, op. 21 (1853)
- 3 Romances per a piano i violí, op. 22 (1853)
- 6 Lieder sobre Jucunde de Hermann Rollett, op. 23 (1853)
- Marxa en mi bemoll major per a piano a 4 mans